# 2024년 하계 올림픽 홍콩 선수단
홍콩은 2024년 7월 26일부터 8월 11일까지 파리에서 열리는 2024년 하계 올림픽에 출전했다. 홍콩은 1952년 영국 식민지로 데뷔한 이후 미국이 주도하는 보이콧으로 인한 1980년 모스크바 올림픽을 제외하고 홍콩이 17번째 하계 올림픽에 출전하게 된다.

## 출전 선수
| 종목         | 남자 | 여자 | 전체 |
| ------------ | ---- | ---- | ---- |
| 육상         | 1    | 0    | 1    |
| 배드민턴     | 2    | 4    | 6    |
| 사이클       | 1    | 2    | 3    |
| 펜싱         | 2    | 2    | 4    |
| 체조         | 1    | 0    | 1    |
| 유도         | 0    | 1    | 1    |
| 조정         | 1    | 0    | 1    |
| 요트         | 4    | 1    | 5    |
| 수영         | 1    | 7    | 8    |
| 탁구         | 1    | 3    | 4    |
| 태권도       | 1    | 0    | 1    |
| 트라이애슬론 | 1    | 0    | 1    |
| 전체         | 16   | 20   | 36   |

## 메달 집계
| 종목 | 1 | 2 | 3 | 합계 |
| 종목 | ' | ' | ' | '    |
| 종목 | ' | ' | ' | '    |
| 종목 | ' | ' | ' | '    |
| 합계 | ' | ' | ' | '    |

## 같이 보기
- 2024년 하계 올림픽